# 嘆きのエンドレス
「嘆きのエンドレス」（なげきのエンドレス）は、日本のヴィジュアル系ロックバンド、jealkbのメジャー4thシングル。2008年10月22日発売。発売元はjkb records/R and C Ltd.。

## 概要
TOKYO MX「北斗の拳 ラオウ外伝 天の覇王」オープニング・テーマ。

## 収録曲
1. 嘆きのエンドレス
  - 作詞:haderu / 作曲・編曲:elsa
2. カラカリ
  - 作詞:haderu / 作曲・編曲:elsa

### 初回盤DVD
1. 嘆きのエンドレス北斗の拳
  - ラオウ外伝「天の覇王」オープニング映像を収録

### 通常盤DVD
1. Sadistic Maria ～冬薔薇ノ誓～
2. ZEPP TOKYO 2008.01.26